# Philips :YES
- Nota: Para outros significados da expressão Yes consulte Yes (desambiguação).

O Philips :YES foi um computador doméstico produzido pela Philips em meados da década de 1980. Era apenas parcialmente compatível com o IBM PC, o que é apontado como a principal causa do seu fracasso comercial.

## Especificações técnicas
- Processador: Intel 80186 em 8 MHz
- Memória ROM: 192 KiB
- Memória RAM: 128—640 KiB
- Teclado: mecânico, com 93 teclas
- SO: IBM PC DOS 2.x e DOS Plus
- Armazenamento: dois drives de 3" ½, 720 KiB cada (drive de 5" ¼ externo opcional)
- Vídeo:
  - Texto: 80 colunas x 25 linhas
  - Gráfico: 640 x 250 pixels (monocromático)
  - Gráfico: 320 x 250 pixels (4 cores)